# Биллард, Бобби
Барбара «Бобби» Биллард (англ. Barbara "Bobbi" Billard; род. 12 декабря 1975, Остин, штат Техас) — американская гламурная модель, актриса и бывшая профессиональная рестлерша.

## Биография
Родилась в Остине (штат Техас), затем переехала в Даллас, а позже — в Калифорнию, в Мишен-Вьехо.
Карьеру модели начала в 12 лет, впервые получила деньги за работу моделью в возрасте 19 лет, когда сфотографировалась для обложки журнала Mini-truckin и затем для календарей Hot Bike и Street Rodder. Сыграла эпизодические роли в нескольких малобюджетных фильмах, в июле 2010 года снялась для журнала Playboy.
Первым её опытом на телевидении стали съёмки в рекламе диетического Dr Pepper, которая была показана на Super Bowl XXXV. Она также фотографировалась для двух коллекционных карточек Bench Warmer International, снималась в клипе с группой Blues Traveler, пела дуэтом с рядом известных певцов, в том числе с Бобом Синклером. С 2000 года была членом калифорнийской рестлинг-команды Women of Wrestling, выступала в паре с рестлершей Сэнди; их дуэт носил название The Beach Patrol. В декабре 2003 года подписала контракт с WWE, но в 2005 году была вынуждена покинуть рестлинг из-за травмы.
На сайте Myspace Биллард имеет более полутора миллионов «друзей», что позволяет формально считать её одним из самых популярных людей в мире.